# Umgehungsbahn (Brandenburg)
Als Umgehungsbahn oder Güter-Umgehungsbahn wurde ein System von mehreren zwischen 1902 und 1926 eröffneten Bahnstrecken um Berlin bezeichnet. Die Umgehungsbahn sollte Verbindungen zwischen den radial nach Berlin führenden Hauptbahnen herstellen. Ursprüngliche Planungen sahen einen kompletten Ring um die Stadt vor, welcher nicht verwirklicht wurde. Fertiggestellt wurden im Rahmen des Umgehungsbahnprojekts drei längere Bahnstrecken:
- (Jüterbog) – Treuenbrietzen – Beelitz Stadt – Wildpark – Nauen
- Nauen – Kremmen – Oranienburg
- Michendorf – Großbeeren

Ebenfalls im ersten Viertel des 20. Jahrhunderts gingen große Verschiebebahnhöfe bei Seddin und Wustermark in Betrieb. Zu diesen Bahnhöfen entstanden Verbindungsstrecken von der Umgehungsbahn.
Mit dem Güteraußenring und dem Berliner Außenring griffen spätere Bahnbauten das Projekt der Umgehungsbahn in modifizierter Form wieder auf.

## Vorgeschichte
Bereits um 1850, wenige Jahre nach Fertigstellung der ersten Berliner Eisenbahnstrecken, zeigten sich die Probleme eines Systems aus radial nach Berlin führenden Strecken, die an unterschiedlichen Kopfbahnhöfen in der Stadt endeten. 1851 wurde die Berliner Verbindungsbahn eröffnet, ein Halbring, der die Berliner Kopfbahnhöfe untereinander für den Güterverkehr und den Transport von Reisegepäck verband. Die Kapazität der eingleisigen und kurvenreichen Strecke erwies sich bald als unzureichend, zudem behinderte die ebenerdig geführte Trasse den Straßenverkehr.
In zwei Etappen ging 1871 und 1877 die Berliner Ringbahn in Betrieb, die um 1890 viergleisig ausgebaut wurde. Für den Verkehr in Ost-West-Richtung sorgte die 1882 eröffnete Berliner Stadtbahn ebenfalls für Entlastung. Dennoch sorgte das Wachstum von Bevölkerung und Industrialisierung Ende des 19. Jahrhunderts erneut dafür, dass das Berliner Bahnsystem an seine Kapazitätsgrenzen stieß. Abhilfe sollten – in Kombination mit dem Bau von Verschiebebahnhöfen außerhalb des dichtbebauten Stadtgebietes – mehrere Umgehungsstrecken schaffen.

## Die Umgehungsbahn

### Geschichte
Ziel der Planungen für eine Umgehungsbahn um Berlin war vor allem, den Durchgangsgüterverkehr um die Stadt zu leiten. In diesem Zusammenhang stand auch der Bau großer Verschiebebahnhöfe außerhalb des Berliner Stadtgebietes. Des Weiteren verfolgte man auch militärische Ziele. Bei Jüterbog waren um die Jahrhundertwende große Truppenübungsplätze entstanden; 1897 wurde die Königlich Preußische Militär-Eisenbahn aus Berlin über Zossen von Kummersdorf bis nach Jüterbog verlängert; bereits seit 1894 war eine Stichstrecke von Jüterbog nach Treuenbrietzen in Betrieb gegangen. Als erstes Teilstück der eigentlichen Umgehungsbahn ging 1902 die Strecke von Nauen über Wustermark nach Wildpark bei Potsdam in Betrieb. 1904 wurde die Strecke von Treuenbrietzen nach Beelitz Stadt verlängert und 1908 die Lücke zwischen Wildpark und Beelitz geschlossen.

Bereits fertiggestellte Abschnitte der Umgehungsbahn und weitere Planungen von 1912

Vor dem Ersten Weltkrieg begannen die Bauarbeiten für den Bau der nördlichen Strecke der Umgehungsbahn von Nauen über Kremmen nach Oranienburg. 1915 wurde diese Strecke eröffnet.
Weit fortgeschritten waren zur damaligen Zeit bereits die Planungen für die Umgehungsbahn im Süden von Berlin. Sie sahen Anfang der 1910er Jahre eine Verbindungsstrecke von Michendorf nach Biesdorf über Wuhlheide vor. Südlich von Michendorf sollte ein Verschiebebahnhof entstehen. Im März 1914 ging dem Preußischen Landtag der Entwurf eines Eisenbahnanleihegesetzes zu, das unter anderem die Mittel für den Bau dieser Verbindung beinhaltete, als neuer östlicher Endpunkt war Mahlsdorf vorgesehen, wo ebenfalls ein Verschiebebahnhof geplant war. Frühere Überlegungen um das Jahr 1909 hatten noch eine weiter südöstlich verlaufende Trasse über Königs Wusterhausen nach Hangelsberg an der Schlesischen Bahn favorisiert.
Noch offen war der Verlauf im Norden und Osten von Berlin. Grobplanungen sahen den Bau einer Strecke von Oranienburg nach Eberswalde vor und von dort einen weiteren Verlauf der Umgehungsbahn in Richtung Süden.
Durch den Ersten Weltkrieg kam es nicht zum Bau weiterer Strecken, die Planungen liefen jedoch unter verantwortlicher Leitung von Oberbaurat Waldemar Suadicani weiter. Man rechnete zwar nicht mit einem kostendeckenden Betrieb der 57 Kilometer langen Strecke, sah jedoch dringenden Bedarf an einer Entlastung der Bahnanlagen in Berlin und hohen militärischen Nutzen.
Nach Kriegsende wurden 1922 erneut für den Bau der als Hauptbahn konzipierten südlichen Umgehungsbahn im Haushalt des Reichsverkehrsministeriums 44 Millionen Mark genehmigt. Anfang der 1920er Jahre wurde der Güterbahnhof Seddin bei Michendorf eröffnet, dessen Bau bereits vor dem Ersten Weltkrieg begonnen hatte. Der Abschnitt zwischen Seddin und Michendorf wurde viergleisig ausgebaut; Verbindungsstrecken vom Verschiebebahnhof zur Umgehungsbahn in Richtung Treuenbrietzen und Wildpark wurden gebaut.
Am 1. Dezember 1926 wurde das Teilstück der Umgehungsbahn von Michendorf nach Großbeeren an der Anhalter Bahn eröffnet. Weiterhin war damals eine Weiterführung der Strecke nach Osten vorgesehen. Bis in den Bereich Sadowa (Wuhlheide) entsprach der damals vorgesehene Streckenverlauf über Diedersdorf, Schönefeld und weiter an Berlin-Adlershof vorbei in Richtung Norden den früheren Planungen. Zwischen der Schlesischen Bahn und der Ostbahn war nun ein Verlauf östlich des Bahnhofs Köpenick vorgesehen, ein Verschiebebahnhof in Schöneiche war geplant.
Als Folge der Weltwirtschaftskrise wurden diese Planungen nicht mehr realisiert.

### Bauausführung
Die ursprünglich als zweigleisige Hauptbahn geplante Strecke wurde nur eingleisig gebaut.
Ausnahme war der nach Inbetriebnahme des Verschiebebahnhofs Wustermark zweigleisig ausgebaute Abschnitt vom Bahnhof Wustermark nach Nauen. In der Nähe der Bahnhöfe Wildpark, Wustermark und Nauen wurde die Umgehungsbahn niveaufrei über die kreuzenden Strecken geführt, in Kremmen unter die Strecke aus Berlin. Die Umgehungsbahn führte parallel zu den jeweiligen Bestandsstrecken in die Bahnhöfe, wo die Strecken verbunden wurden. Ähnlich wurde die Einfädelung in den Bahnhof Oranienburg realisiert, sodass bei einer weiteren Verlängerung der Umgehungsbahn nach Osten ein kreuzungsfreier Betrieb möglich gewesen wäre.
Nach Inbetriebnahme des Verschiebebahnhofs Wustermark entstanden Verbindungsstrecken zur Umgehungsbahn zwischen dem Bahnhof Wustermark und dem Verschiebebahnhof sowie dem Verschiebebahnhof und dem Bahnhof Priort.
Südwestlich von Berlin kreuzte die Umgehungsbahn die Berlin-Blankenheimer Eisenbahn (Wetzlarer Bahn) abseits von Bahnhöfen, zunächst wurde dort nur eine Verbindungskurve aus Richtung Wildpark in Richtung Belzig gebaut. Mit der Inbetriebnahme des Verschiebebahnhofs Seddin wurde auch dieser in beiden Richtungen an die Umgehungsbahn angebunden.
Im Zusammenhang mit dem Bau der Umgehungsbahn wurden die Bahnhöfe Nauen und Oranienburg erheblich umgestaltet. Die Gleise und Bahnsteige wurden dabei in Hochlage verlegt, die Anlagen für den Vorort- und Fernverkehr getrennt und die Bereiche für den Güterverkehr zusammengefasst. Der Bahnhof Oranienburg erhielt ein neues Empfangsgebäude. Im geringeren Umfang wurde auch der Bahnhof Kremmen umgebaut.
Auch die südliche Umgehungsbahn sollte die bestehenden Strecken niveaufrei kreuzen. Im Bahnhof Berlin-Köpenick sollte sie nach den Plänen aus dem Jahr 1916 parallel zu den Altstrecken in den Verknüpfungsbahnhof einmünden, ähnlich wie es bereits bei den bestehenden Abschnitten der Umgehungsbahn geschehen war. In Köpenick war eine Überführung östlich des Bahnhofs über die Niederschlesisch-Märkische Eisenbahn geplant, einschließlich einer zweigleisigen Verbindungskurve in Richtung des Verschiebebahnhofs Rummelsburg.
An der Kreuzung mit der Görlitzer Bahn sollte der Personenfernverkehr aus Richtung Südosten über ein Gleispaar auf die Umgehungsbahn geleitet und bei Köpenick auf die Berliner Stadtbahn geführt werden. An den Kreuzungen mit der Anhalter und der Dresdener Bahn waren nur eingleisige Verknüpfungen geplant.
Die stärkste Steigung lag bei 1:140, der kleinste Krümmungsradius (mit Ausnahme des Bahnhofs Wildpark) bei 400 Metern.

## Spätere Projekte

### Güteraußenring
Nach der Machtübernahme durch die Nationalsozialisten und deren Planungen der Umgestaltung von Berlin zur Welthauptstadt Germania war auch eine Neuordnung des Eisenbahnsystems vorgesehen. In diesem Rahmen lebten auch Planungen zu einer Eisenbahnumfahrung Berlins mit einem Güteraußenring wieder auf. Während westlich Berlins die bestehende Umgehungsbahn dafür genutzt werden konnte, wurde die Strecke im Süden der Stadt völlig neu geplant. Grund war, dass bei Großbeeren ein großer Rangierbahnhof entstehen sollte, der 1941 als Hilfsrangierbahnhof teilweise in Betrieb ging. Der Güteraußenring wurde weit nördlich der ursprünglich geplanten Umgehungsbahntrasse von Teltow über Lichtenrade nach Schönefeld gebaut. Von Grünau bis in Richtung Biesdorf folgte er annähernd den ursprünglichen Planungen der Umgehungsbahn; weiter nach Norden wurde er provisorisch bis zum Bahnhof Berlin-Karow an der Kreuzung mit der Stettiner Bahn verlängert.

### Weitere Verbindungsbahnen
Kurze Zeit nach Ende des Zweiten Weltkriegs zeichnete sich mehr und mehr die Notwendigkeit ab, die Westsektoren der geteilten Stadt Berlin zu umfahren. 1949 wurde eine Verbindungsstrecke zwischen Zossen an der Dresdener Bahn und Mittenwalde an der Neukölln-Mittenwalder Eisenbahn wiederaufgebaut. Sie war bereits 1944 aus militärischen Gründen eröffnet, jedoch 1947 als Reparationsleistung an die Sowjetunion demontiert worden. Verbindungskurven bei Mittenwalde und bei Schönefeld ermöglichten eine Führung von Zügen zur Görlitzer Bahn bzw. den Güteraußenring und weiter zur Stadtbahn. Auch der ebenfalls als Reparationsleistung abgebaute nördliche Teil des Güteraußenrings nach Berlin-Karow wurde wieder aufgebaut. Von dort entstand eine Neubaustrecke über Basdorf zur Berliner Nordbahn nach Fichtengrund bei Oranienburg, die im Mai 1950 in Betrieb ging. Damit und mit den bestehenden Strecken der Umgehungsbahn war eine weitgehende Umfahrung von West-Berlin möglich geworden. Für den Verkehr vor allem zum Industriestandort Hennigsdorf ging 1951 mit der Bahnstrecke Oranienburg–Velten eine weitere Umfahrungsstrecke in Betrieb.
Ebenfalls entstanden in jenen Jahren weitere Verbindungskurven von der Umgehungsbahn zu bestehenden Strecken, so zwischen Altes Lager und Dennewitz, womit für den Verkehr zur Anhalter Bahn der Bahnhof Jüterbog umfahren werden konnte, zwischen Golm und Werder (Havel), sowie vom Bahnhof Potsdam in Richtung Süden (Beelitz – Jüterbog) vorbei am Bahnhof Wildpark.

### Berliner Außenring
Die zwischen 1945 und 1951 gebauten Umfahrungsstrecken waren wenig leistungsfähig. Mit der wachsenden Abgrenzung beider Teile Deutschlands und Berlins wurde eine Bahnverbindung nötig, die den wachsenden Verkehr aufnehmen konnte. Dazu erwiesen sich die bestehenden Strecken von ihrer Trassierung und teilweise auch ihrer Lage als wenig geeignet. So wurde in den 1950er-Jahren der Berliner Außenring gebaut. Im Westen, von der Kreuzung mit der Lehrter Bahn bei Priort bis nach Golm sowie von Saarmund nach Genshagener Heide nutzte er die Trasse der Umgehungsbahn, wobei die Gleisführung komplett geändert wurde. Von Genshagener Heide bis zum Grünauer Kreuz folgte der Außenring den ursprünglichen Planungen der Umgehungsbahn. Im weiteren Verlauf nach Norden bis zum Karower Kreuz entsprach seine Führung der des Güteraußenrings, der sich seinerseits von Grünau bis etwa Biesdorf an den Planungen der Umgehungsbahn vom Anfang der 1910er Jahre orientiert hatte. Nach dem Bau der Berliner Mauer wurde der Außenring durchgehend zweigleisig ausgebaut, dazu gehörte auch der zunächst direkt in den Ring einbezogene westliche Teil der Umgehungsbahn zwischen Golm und Priort/Elstal.

## Heutige Situation
Zwischen Priort und Golm sowie Saarmund und Genshagener Heide ist die Umgehungsbahn in den Berliner Außenring aufgegangen; erhalten blieben die Bahnhofsgebäude in Priort und Satzkorn. Der Abschnitt der Umgehungsbahn zwischen Michendorf und Genshagener Heide ist eine zweigleisige elektrifizierte Hauptbahn, die vor allem der Anbindung an den Bahnhof Seddin dient. Die Strecke zwischen Golm und der Kreuzung mit der Wetzlarer Bahn bei Seddin ist eine eingleisige elektrifizierte Hauptbahn; das Stück zwischen der Wetzlarer Bahn und Jüterbog eine eingleisige Nebenbahn. Im Bereich der Überführung über die Wetzlarer Bahn wurde die Strecke wegen einer nicht mehr befahrbaren Brücke 1998 gesperrt. Ende 2021 ging die Verbindung wieder in Betrieb, Ende 2022 wurde dort der durchgehende Personenverkehr zwischen Potsdam, Treuenbrietzen und Jüterbog wieder aufgenommen.
Der Abschnitt zwischen Nauen und Oranienburg verlor schon durch den Bau des Außenrings an Bedeutung; bereits 1967 war dort der Personenverkehr eingestellt worden. Die Strecke wurde bis in die 1990er-Jahre als Umfahrungsstrecke und aus militärischen Gründen vorgehalten und ist mittlerweile stillgelegt.
Die Strecke zwischen Priort, Wustermark und Nauen war eine eingleisige elektrifizierte Hauptbahn. Allerdings wurde das Teilstück zwischen Wustermark und Nauen, über das bis Anfang der 1990er Jahre der Fernverkehr zwischen West-Berlin und Hamburg verkehrte, 1996 stillgelegt.